# HD 42176
HD 42176, KELT-2 — двойная звезда в созвездии Возничего на расстоянии приблизительно 439 световых лет (около 135 парсек) от Солнца. Возраст звезды определён как около 3,67 млрд лет.
Вокруг звезды обращается, как минимум, одна планета.

## Характеристики
Первый компонент (HD 42176A) — жёлто-белая звезда спектрального класса F8 или F7V. Видимая звёздная величина звезды — +8,71m. Масса — около 1,398 солнечной, радиус — около 2,038 солнечного, светимость — около 4,885 солнечной. Эффективная температура — около 6117 K.
Второй компонент (HD 42176B) — оранжевый карлик спектрального класса K2V, или K2. Видимая звёздная величина звезды — +12,6m. Удалён на 2,4 угловой секунды (295 а.е.).

## Планетная система
В 2012 году группой астрономов обсерватории «Kilodegree Extremely Little Telescope» было объявлено об открытии планеты KELT-2 A b.
В 2019 году учёными, анализирующими данные проектов HIPPARCOS и Gaia, у звезды обнаружена планета HIP 29301 c.